# Bộ Chính trị Ban Chấp hành Trung ương Đảng Cộng sản Nga khóa XII (1923–1924)
Bộ Chính trị Ban Chấp hành Trung ương Đảng Cộng sản Nga khóa XII (1923-1924) được bầu tại Hội nghị Trung ương lần thứ nhất của Ban chấp hành Trung ương Đảng Cộng sản Nga (Bolsheviks) khóa XII được tổ chức ngày 26/4/1923.

## Ủy viên chính thức
| Tên (sinh – mất)              | Bắt đầu   | Kết thúc  | Thời gian      |
| ----------------------------- | --------- | --------- | -------------- |
| Grigoriy Zinoviev (1883–1936) | 26/4/1923 | 2/6/1924  | 1 năm, 37 ngày |
| Lev Kamenev (1883–1936)       | 26/4/1923 | 2/6/1924  | 1 năm, 37 ngày |
| Vladimir Lenin (1870–1924)    | 26/4/1923 | 21/1/1924 | 270 ngày       |
| Alexei Rykov (1881–1938)      | 26/4/1923 | 2/6/1924  | 1 năm, 37 ngày |
| Joseph Stalin (1878–1953)     | 26/4/1923 | 2/6/1924  | 1 năm, 37 ngày |
| Mikhail Tomsky (1880–1936)    | 26/4/1923 | 2/6/1924  | 1 năm, 37 ngày |
| Leon Trotsky (1879–1940)      | 26/4/1923 | 2/6/1924  | 1 năm, 37 ngày |

## Ủy viên dự khuyết
| Tên (sinh – mất)               | Bắt đầu   | Kết thúc | Thời gian      |
| ------------------------------ | --------- | -------- | -------------- |
| Nikolai Bukharin (1888–1938)   | 26/4/1923 | 2/6/1924 | 1 năm, 37 ngày |
| Mikhail Kalinin (1875–1946)    | 26/4/1923 | 2/6/1924 | 1 năm, 37 ngày |
| Vyacheslav Molotov (1890–1986) | 26/4/1923 | 2/6/1924 | 1 năm, 37 ngày |
| Jānis Rudzutaks (1887–1938)    | 26/4/1923 | 2/6/1924 | 1 năm, 37 ngày |